# Distance over Time
Distance over Time es el decimocuarto álbum de estudio de la banda de metal progresivo estadounidense Dream Theater, lanzado el 22 de febrero de 2019 en InsideOut Music. 

## Desarrollo
Musicalmente, Dream Theater decidió crear un álbum "ajustado y enfocado" con un sonido más intenso que su álbum anterior, The Astonishing. Para eso la banda se reunió por 18 días siendo la primera canción en ser escrita "A Wit's End". El 7 de diciembre de 2018, se lanzó el sencillo principal "Untethered Angel" y su video musical. El día de su lanzamiento, Distance over Time alcanzó el primer lugar en la lista de los 100 mejores álbumes de iTunes.  
El 27 de noviembre de 2020 se publicó el álbum y DVD en vivo Distant Memories - Live in London en el que además de celebrar los 20 años de su quinto álbum, Metropolis Pt. 2: Scenes from a Memory, presentaron el nuevo álbum. Las únicas canciones que quedaron excluidas de la presentación fueron "Room 137", "S2N", "Out of Reach" y el bonus track "Viper King" mientras que "Paralyzed" fue agregada como extra del ya mencionado DVD.

## Lista de canciones
| N.º | Título                | Duración |  |
| 1.  | «Untethered Angel»    | 6:14     |  |
| 2.  | «Paralyzed»           | 4:17     |  |
| 3.  | «Fall into the Light» | 7:04     |  |
| 4.  | «Barstool Warrior»    | 6:43     |  |
| 5.  | «Room 137»            | 4:23     |  |
| 6.  | «S2N»                 | 6:21     |  |
| 7.  | «At Wit's End»        | 9:20     |  |
| 8.  | «Out of Reach»        | 4:04     |  |
| 9.  | «Pale Blue Dot»       | 8:25     |  |

| Bonus Track |              |          |  |
| N.º         | Título       | Duración |  |
| 10.         | «Viper King» | 4:00     |  |

## Personal
Dream Theater
- James LaBrie - voz principal
- John Petrucci - guitarras, producción
- John Myung - bajo
- Jordan Rudess - teclados, sintetizadores, arreglo
- Mike Mangini - batería, percusión

Personal tecnico
- James "Jimmy T" Meslin - ingeniería
- Ben Grosse - Mezcla
- Tom Baker - Masterización
- Hugh Syme - ilustraciones

## Recepción
El disco recibió la aclamación por crítica; recibió un puntaje promedio de 82/100 de 6 comentarios en Metacritic, lo que indica "aclamación universal". Al escribir para AllMusic, Thom Jurek elogió el álbum como una reafirmación de la identidad de Dream Theater y apreció su grado de frescura y energía. Consequence of Sound revisó Distancia sobre el tiempo de manera positiva, afirmando que "Llamar a un álbum de una hora de duración podría parecer extraño, pero eso es exactamente lo que se compara Distancia sobre el tiempo con el último lanzamiento de Dream Theater, la canción de 34 canciones, dos horas y diez minutos de 2016 The Astonishing. Aunque la duración es ciertamente más corta esta vez, los arreglos expansivos y la compleja composición de Dream Theater no se han reducido en su decimocuarto álbum de estudio ". [Kerrang! Dijo:" Sin sacrificar nada de esa musicalidad característica, este es Dream Theater en son los más accesibles y no pierden nada por ello ". 
- Datos: Q58160951